# Cudahy (Kalifornija)
Cudahy je grad u američkoj saveznoj državi Kalifornija. Prema popisu stanovništva iz 2010. u njemu je živjelo 23,805 stanovnika.